# Thermofilum
Thermofilum je rod jednobuněčných organismů obývající slabě kyselé horké prameny. Jsou to extrémofilové, přesněji řečeno hyperthermofilní organismy, které rostou za extrémně vysokých teplot.
Buňky mají tvar úzké tyčinky až vlákna, o šířce 0,17 – 0,35 μm a délce až 100 μm. Thermofilum je přísně anaerobní forma života, je chemoorganotrofní – zdrojem uhlíku i energie jsou pro ně organické látky. Energii uvolňují pomocí anaerobní respirace, akceptorem elektronů je síra, která je redukována na sirovodík, dalším produktem metabolismu je oxid uhličitý.
Teplotní optimum pro růst je 88 °C, roste ale do teplot 95 °C, optimální pH je 5,5.